# Laguna Blu (Islanda)

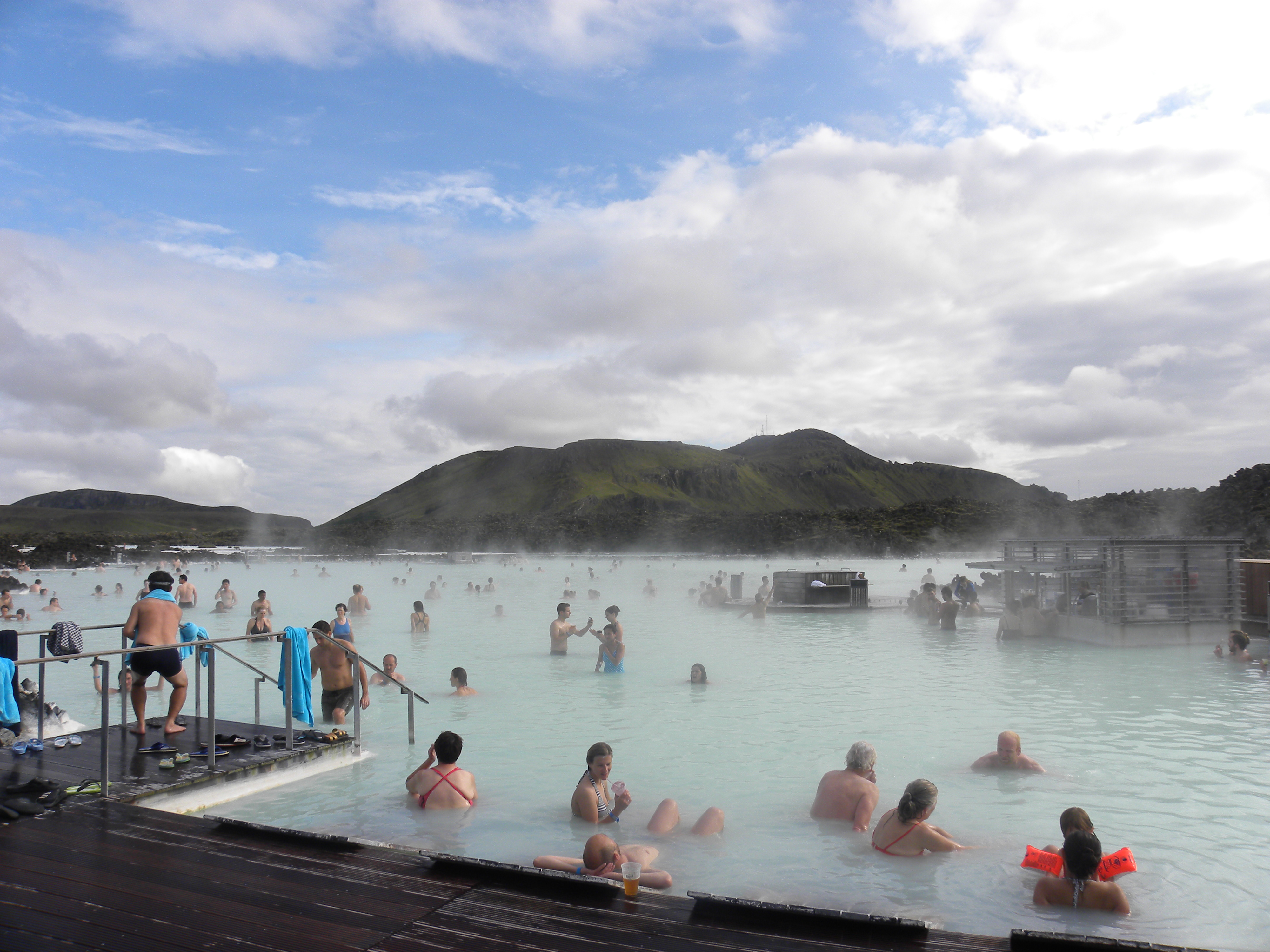
Immagine della Laguna Blu

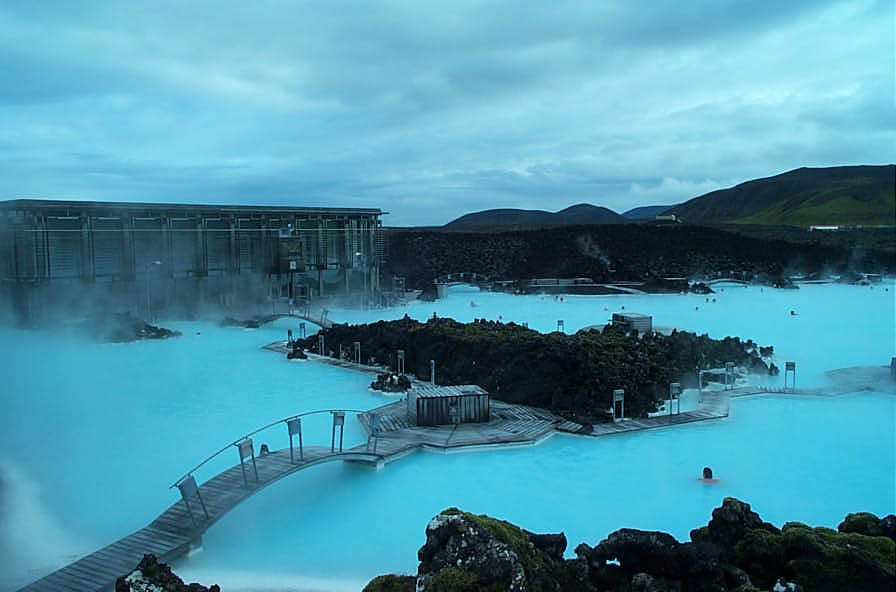
La Laguna Blu di Grindavík nel buio autunnale

La Laguna Blu (Bláa lónið in lingua islandese; pronuncia: ˈplauːa ˈlouːnɪθ) è un'area geotermale con una piscina termale che rappresenta una delle attrazioni turistiche più visitate dell'Islanda. Il centro benessere si trova sulla penisola di Reykjanes, nei pressi di Grindavík, a circa 39 km dalla capitale Reykjavík.
La laguna è alimentata dalla produzione di acqua del vicino impianto geotermico di Svartsengi, con un tempo di rinnovo di due giorni. Le acque, riscaldate dall'energia geotermica del sistema vulcanico Svartsengi, vengono  incanalate nel sottosuolo, nei pressi di un deposito di lava fluida, e fatte scorrere per attivare delle turbine che trasformano i vortici in elettricità. Successivamente il flusso d'acqua calda viene canalizzato verso uno scambiatore di calore che, alimentando il sistema municipale di riscaldamento, eroga acqua calda agli abitanti del luogo. Al termine di questo processo l'acqua raggiunge una temperatura di 37-39 °C e viene spinta nella laguna, dove viene utilizzata per scopi ricreativi e medicamentosi. Il colore azzurrino delle acque della Laguna, in particolare, è dovuto alla presenza di silice, calcare, zolfo e alghe verdi-azzurre.
Siccome la Laguna Blu non viene mai disinfettata con ipocloriti di sodio e altri agenti chimici simili, vi è contemplato un rigidissimo codice igienico che prevede anche la doccia da denudati. I bambini al di sotto di nove anni possono fruire dell'area termale solo se muniti di braccioli, mentre l'accesso è vietato per gli infanti con meno di due anni.